# 千代田町 (名古屋市)
千代田町（ちよだちょう）は、愛知県名古屋市熱田区の地名。丁番を持たない単独町名である。住居表示実施。

## 地理
名古屋市熱田区北西部に位置する。東は川並町、西は幡野町、南は青池町・比々野町、北は明野町に接する。

## 歴史

### 町名の由来
野立町の小字名「御千代田」（おちよだ）による。字名自体の由来ははっきりしないが、当地が熱田神宮神領であり、「お千代田」と称する御料田があったことによるとも、神宮供米田の別名として「お千代田」と呼ばれていたとも、神事に奉じるための米を作る千枚田を千代田と称するともいう。

### 行政区画の変遷
- 1936年（昭和11年）5月1日 - 南区野立町・熱田西町の各一部により、同区千代田町として成立[1]。
- 1937年（昭和12年）
  - 7月14日 - 南区野立町・熱田西町の各一部を編入する[1]。
  - 10月1日 - 中川区編入に伴い、同区千代田町となる[1]。
- 1944年（昭和19年）2月11日 - 熱田区編入に伴い、同区千代田町となる[1]。
- 1978年（昭和53年）6月25日 - 明野町・野立町・熱田西町・西郊通・八千代通の各一部を編入する。また、一部が明野町に編入される[1]。
- 1995年（平成7年）9月25日 - 野立町字御千代田・字江戸里・字鼠地米および熱田西町字米田の各一部を編入する[9]。

## 世帯数と人口
2018年（平成30年）12月1日現在の世帯数と人口は以下の通りである。
| 町丁     | 世帯数  | 人口  |
| -------- | ------- | ----- |
| 千代田町 | 430世帯 | 892人 |

## 学区
市立小・中学校に通う場合、学校等は以下の通りとなる。また、公立高等学校に通う場合の学区は以下の通りとなる。
| 番・番地等 | 小学校               | 中学校                 | 高等学校 |
| ---------- | -------------------- | ---------------------- | -------- |
| 全域       | 名古屋市立野立小学校 | 名古屋市立日比野中学校 | 尾張学区 |

## 施設
- 比々野郵便局[7]
- 千代田公園[12]

## その他

### 日本郵便
- 郵便番号 : 456-0073[4]（集配局：熱田郵便局[13]）。